# Maramureș (distrikt)
Maramureș er et distrikt i Transsylvanien (rumænsk Transilvania) i Rumænien med 510.110 (2002) indbyggere. Hovedstad er byen Baia Mare.

## Byer
- Baia Mare
- Sighetu Marmației
- Baia Sprie
- Borșa
- Cavnic
- Seini
- Tăuții-Măgherăuș
- Târgu Lăpuș
- Vișeu de Sus

## Kommuner
| - Ardusat - Ariniș - Asuaju de Sus - Băița de sub Codru - Băiuț - Bârsana - Băsești - Bicaz - Bistra - Bocicoiu Mare - Bogdan Vodă - Boiu Mare - Botiza - Budești | - Călinești - Câmpulung la Tisa - Cerneşti - Cicârlău - Coaş - Coltău - Copalnic-Mănăştur - Coroieni - Cupşeni - Deseşti - Dragomireşti - Dumbrăviţa - Fărcaşa - Gârdani | - Giuleşti - Groşi - Groşii Ţibleşului - Ieud - Lăpuş - Leordina - Mireşu Mare - Moisei - Oarţa de Jos - Ocna Şugatag - Onceşti - Petrova - Poienile de sub Munte - Poienile Izei | - Recea - Remetea Chioarului - Remeţi - Repedea - Rona de Jos - Rona de Sus - Rozavlea - Ruscova - Săcălăşeni - Săcel - Săliştea de Sus - Sălsig - Săpânţa - Sarasău | - Satulung - Şieu - Şişeşti - Şomcuta Mare - Strâmtura - Suciu de Sus - Ulmeni - Vadu Izei - Valea Chioarului - Vima Mică - Vişeu de Jos |